# برکالخو د آراگنا
برکالخو د آراگنا دهستانی در استان آبیلای اسپانیا است.
در این دهستان ۵۶ نفر زندگی می‌کنند. مساحت این دهستان ۸٫۹۳ کیلومتر مربع است.